# Croci di Eleonora

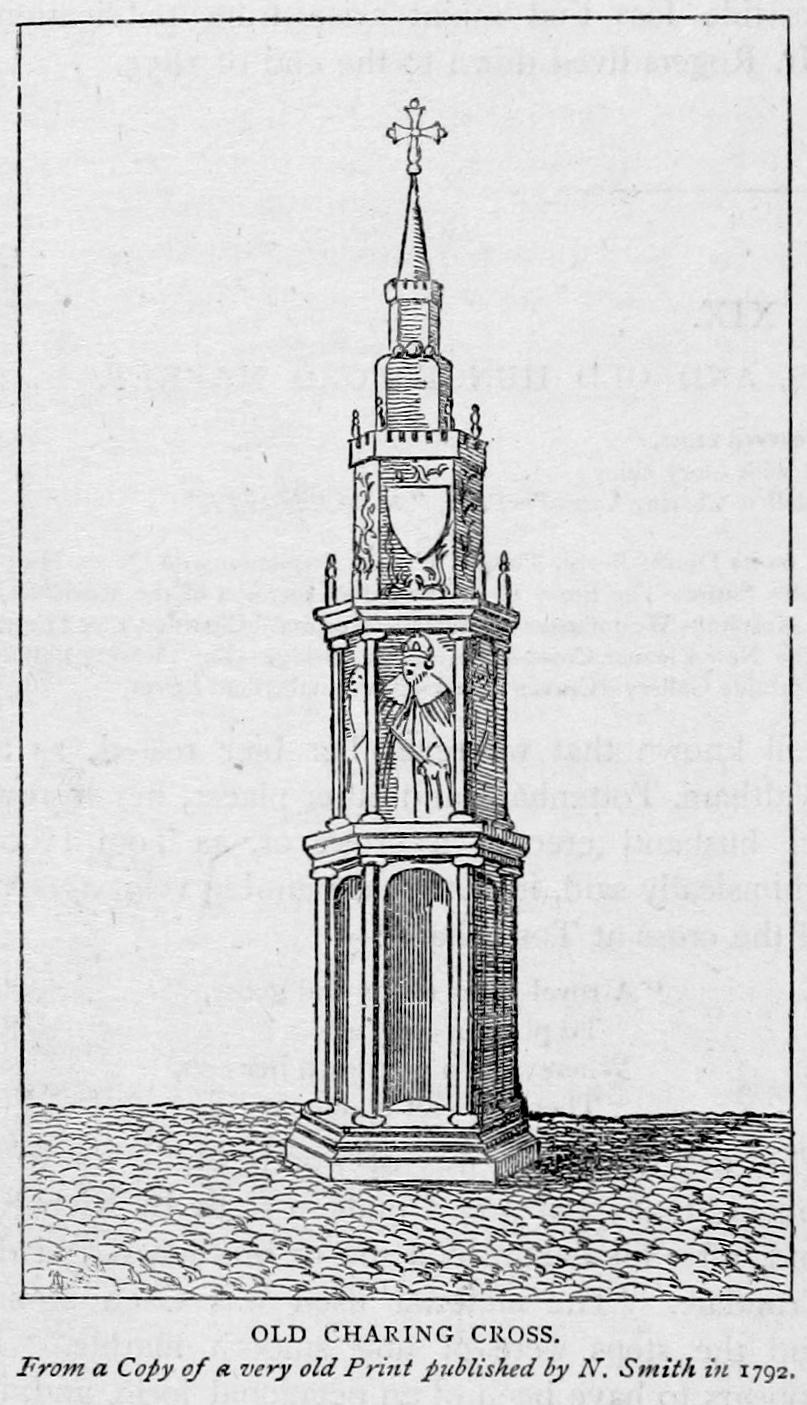
Disegno della croce originale di Charing Cross, Londra

Le Croci d'Eleonora (inglese: Eleanor cross) sono una serie di dodici monumenti commemorativi, che furono eretti in Inghilterra dopo il 1290 tra Lincoln e Londra, in memoria della regina Eleonora di Castiglia, per disposizione del marito, il re Edoardo I. L'architettura delle croci ebbe un rilevante influsso sul gotico inglese.

## Storia
La prima moglie del re d'Inghilterra Edoardo I, Eleonora di Castiglia, morì di febbri il 28 novembre 1290 ad Harby, nel Nottinghamshire. La sua salma venne subito imbalsamata a Lincoln e poi traslata a Londra nell'abbazia di Westminster. Edoardo I fece erigere, in ogni località dove il corteo funebre da Lincoln a Londra dovette pernottare, un monumento alla memoria della sposa defunta. Tuttavia le viscere della defunta furono inumate nella Cattedrale di Lincoln mentre il suo cuore viaggiò con la salma, ma venne poi inumato nel priorato domenicano di Blackfriars, vicino a quello del figlio Alfonso.

## Architettura
L'architettura è ispirata a quella, oggi non più esistente, dei Montjoies, che nel 1271 segnarono il corteo funebre per Luigi IX di Francia da Parigi a Saint-Denis, motivi delle cattedrali gotiche francesi, in particolare i loro pinnacoli, ghimberghe e foglie rampanti.
Esse furono progettate da un gruppo di architetti, che furono scelti appositamente:
- la croce di Charing fu realizzata da Richard Crundale,
- cinque croci da John of Battle, che fu già attivo per l'abbazia reale di Vale
- la croce di Lincoln fu realizzata da Richard of Stow, che subito dopo fu l'architetto-capo del cantiere del duomo di Lincoln
- la croce a Westcheap è opera di Michele di Canterbury, che successivamente divenne architetto di corte per l'abbazia di Westminster.

## Località delle dodici croci
Le dodici croci si trovano nelle seguenti località: Lincoln, Grantham, Stamford, Geddington, Hardingstone (Northamptonshire), Stony Stratford, Woburn, Dunstable, St Albans, Waltham Cross, Westcheap (oggi Cheapside in London) e Charing (oggi Charing Cross) (Londra).

## Le croci rimaste
Di tutte le dodici croci sono rimaste fino a oggi solo le più semplici. La croce di Charing Cross è un'imitazione dell'Età vittoriana. A Dunstable fu eretta una croce moderna. La croce più a nord fu quella eretta nel convento di santa Caterina a Lincoln e un suo frammento si trova nel castello della cittadina. Della croce in Stamford è rimasto un frammento conservato nel Museo cittadino. Pezzi della croce di Westcheap sono custoditi nel Museo di Londra.
Più o meno complete sono rimaste le croci di Waltham, Geddington e Hardingstone (quella meglio conservata è quella di Geddington, che ha pianta triangolare in un esagono).
Presso la croce di Hardingstone (all'angolo dell'abbazia Delapré, con pianta ottagonale) fu utilizzato per la prima volta in Inghilterra un arco a sesto acuto.
La croce di Waltham fu più volte restaurata e le sculture furono in parte sostituite negli anni '50 da copie, i cui originali si trovano oggi nel Victoria and Albert Museum.

## Galleria d'immagini

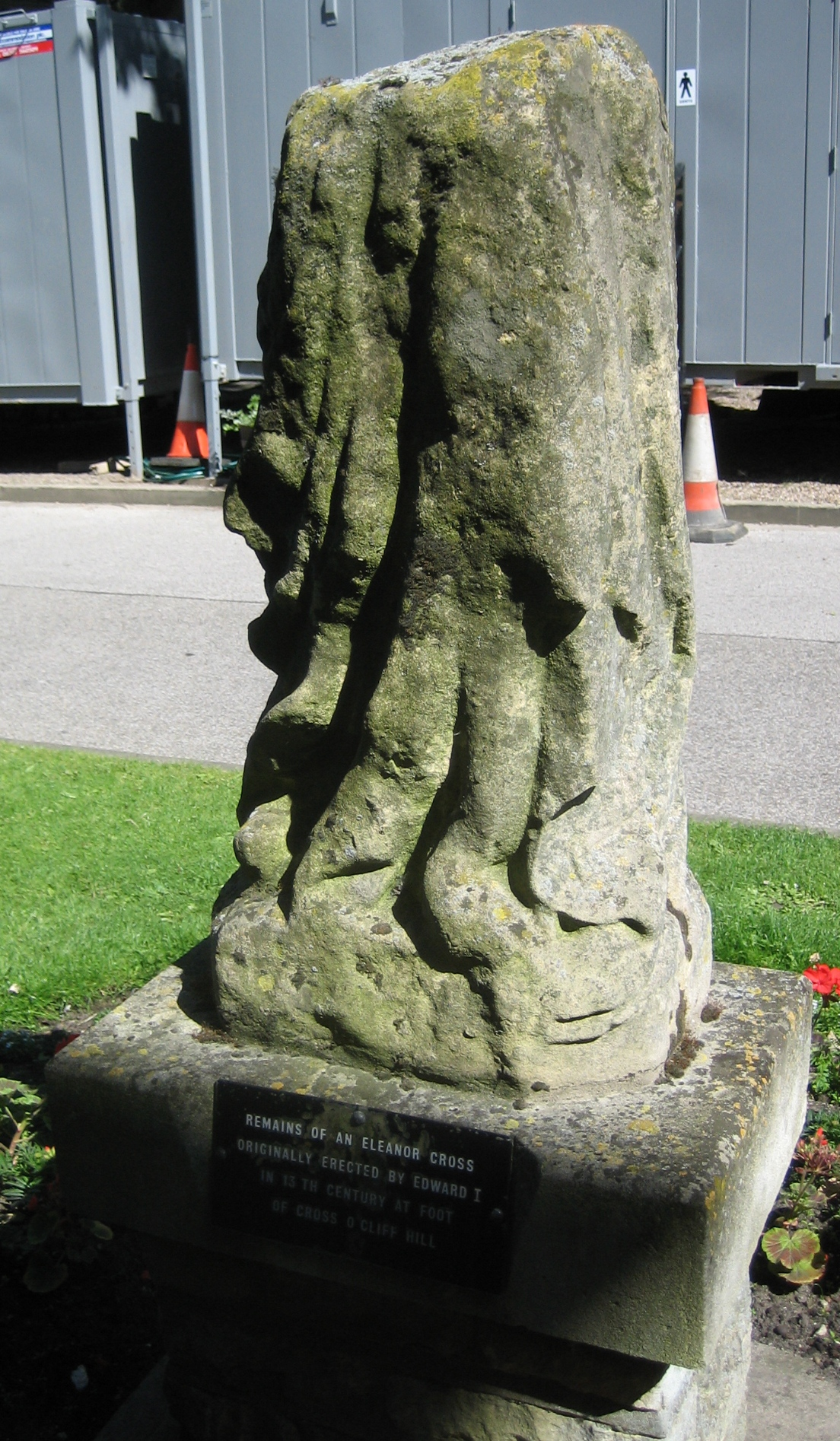
Resti della croce a Lincoln
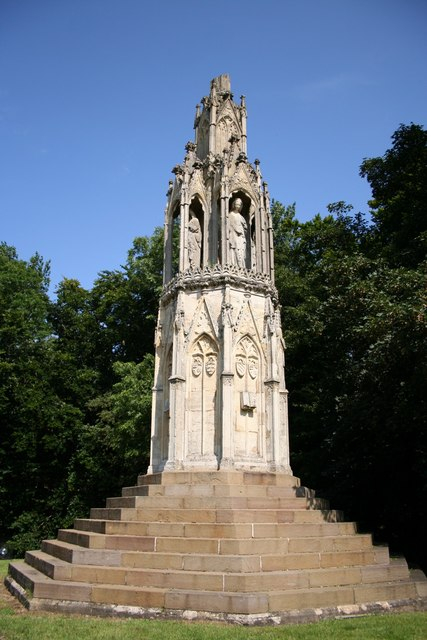
La croce di Hardingstone presso Northampton (Foto: Richard Croft)
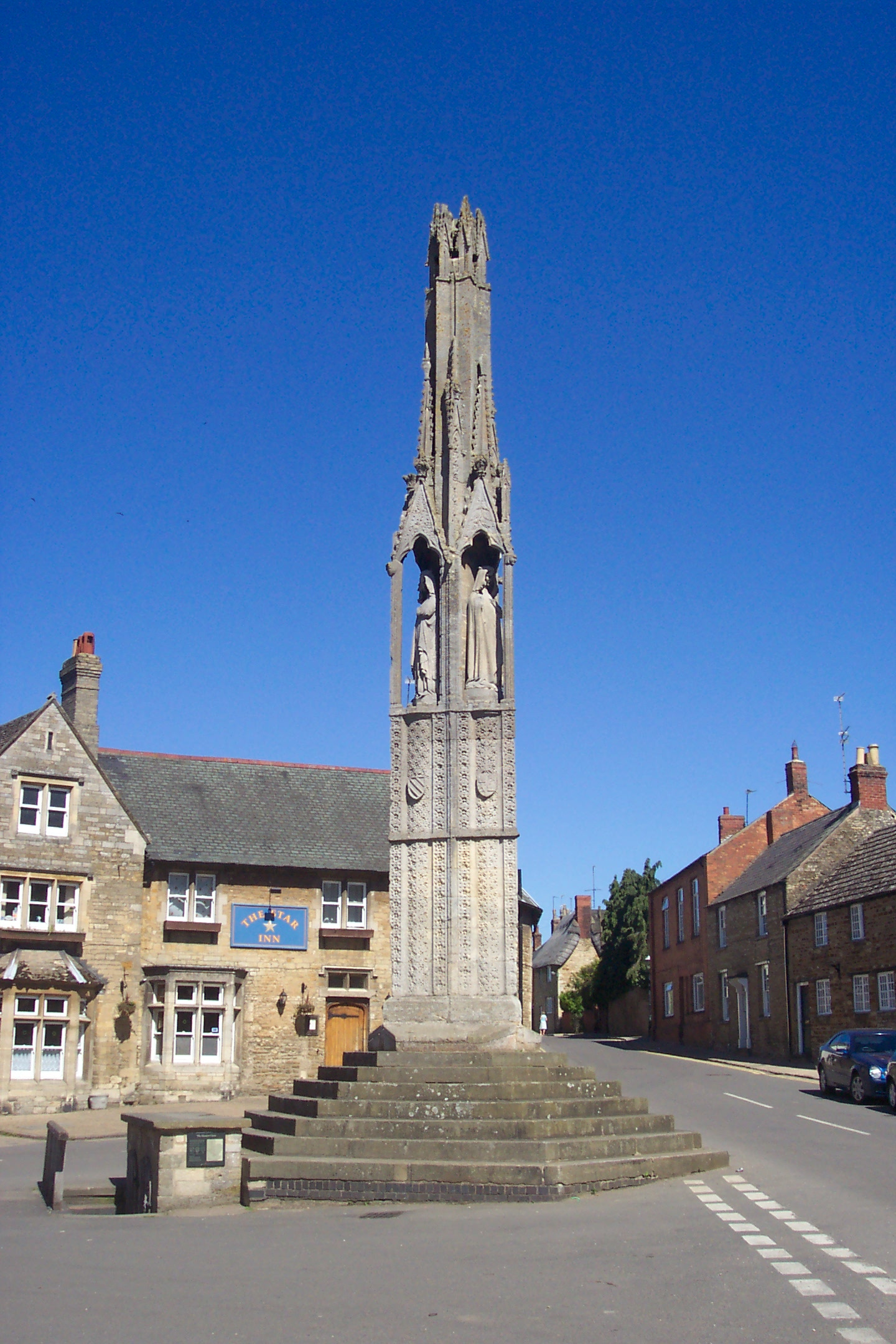
La croce a Geddington
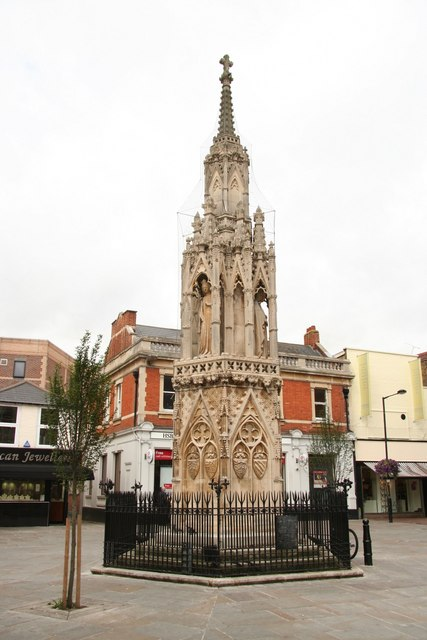
La Croce di Eleonora a Waltham Cross, Hertfordshire (Foto: Richard Croft)